# Seljašnica
Seljašnica (Servisch cyrillisch Сељашница) is een plaats in de Servische gemeente Prijepolje. De plaats telt 774 inwoners (2002).